# Laohekou
Laohekou (chiń. 老河口; pinyin Lǎohékǒu) – miasto na prawach powiatu w środkowych Chinach, w prowincji Hubei, w prefekturze miejskiej Xiangyang, nad rzeką Han Shui. W 1999 roku liczba mieszkańców miasta wynosiła 517 746.
Stolica rzymskokatolickiej diecezji Laohekou.

## Historia
W XVIII i XIX wieku Laohekou rozwijało się jako ośrodek handlu, lecz z czasem zaczęło tracić swoją pozycję na rzecz pobliskiego Xiangyangu. Miejscowość otrzymała prawa miejskie we wrześniu 1948 roku i została wyodrębniona z powiatu Guanhua (光化县), jednakże dokładnie rok później utraciła status miasta. Laohekou funkcjonowało jako miasto również w latach 1951-52. Prawa miejskie przyznano ponownie dopiero w listopadzie 1979 roku a w 1983 roku do Laohekou przyłączono tereny powiatu Guanhua. W latach 90. nastąpił szybki rozwój gospodarczy miasta.